# Besik Kuduchov
Besik Serodinovič Kuduchov (in russo Бесик Серoдинович Кудухов?; Kvemo Tskhiloni, 15 agosto 1986 – Krasnodar, 29 dicembre 2013) è stato un lottatore russo, specializzato nella lotta libera.

## Palmarès
- Giochi olimpici

Pechino 2008: bronzo nei 55 kg.
Londra 2012: argento nei 60 kg.
- Mondiali

Canton 2006: argento nei 55 kg.
Baku 2007: oro nei 55 kg.
Herning 2009: oro nei 60 kg.
Mosca 2010: oro nei 60 kg.
Istanbul 2011: oro nei 60 kg.
- Europei

Sofia 2007: oro nei 55 kg.